# Жюльян, Камиль
Луи Камиль Жюльян (Жюлиан) фр. Louis Camille Jullian; 15 марта 1859, Марсель — 12 декабря 1933, Париж) — французский историк-антиковед, филолог и эпиграфист.

## Биография
По собственному признанию, к занятиям наукой его подвигли работы Лависса, Дежардена, Буассье, и более всего, Фюстеля де Куланжа, «который был для поколения 1870-го тем же, чем Мишле для 1830-го».
В 1877 поступил в Высшую нормальную школу, где прослушал курсы Видаля де ла Бланша и Фюстеля де Куланжа, и подружился с Анри Бергсоном. В 1880 получил степень кандидата исторических наук, в 1880—1882 работал во Французской школе в Риме. Затем отправился в Берлин, где в течение двух семестров слушал в Берлинском университете курс Моммзена. Вернувшись в 1883 в Париж, защитил докторскую диссертацию (латинскую — De protectoribus et domesticis Augustorum, и французскую — Les transformations politiques de l'Italie sous les empereurs romains.
В 1886 был направлен вести курс древней истории на факультет словесности университета Бордо (фр. Université de Bordeaux). Годы, проведенные в этом городе, использовал для написания нескольких работ, в том числе «Истории Бордо» и книги о поэте Авсонии, одном из самых знаменитых уроженцев столицы Гаскони. Кроме этого, по поручению Фюстеля де Куланжа подготовил к публикации его «Историю политических институций древней Франции».
К началу 1890-х годов основным предметом исследований Жюльяна стала история Галлии. Первую книгу на эту тему он опубликовал в 1892. Вышедший в 1901 «Верцингеторикс» получил от Французской академии премию Гобера. В 1905 был приглашен профессором на кафедру истории и национальных древностей в Коллеж де Франс.
С 1908 начал публикацию своего главного труда — капитальной восьмитомной «Истории Галлии», принесшей её автору известность, сравнимую с той, что имели Масперо в египтологии и Шлюмберже в византинистике. В том же году был избран членом Академии надписей и изящной словесности, на место Гастона Буассье, а в 1924 — членом Французской академии.
В 1930, на следующий день после празднования столетия Фюстеля де Куланжа, при произнесении в Сорбонне благодарственной речи в честь учителя, у Жюльяна произошло кровоизлияние в мозг. Последние три года жизни он был прикован к постели.
В честь Камиля Жюльяна в 1994 назван исследовательский центр в Экс-ан-Провансе, занимающийся археологией и историей Юго-Востока Франции, Западного Средиземноморья и древней Африки.
Внуком Камиля Жюльяна был писатель и художник Филипп Жюльян.

## Произведения

### Работы по истории Бордо
- 1884 — Исследование бордосской эпиграфики. Бордосцы в римской армии. Заметки, содержащие надписи из Бордо, извлеченные из бумаг г. де Ламонтаня (Étude d’épigraphie bordelaise. Les Bordelais dans l’armée romaine. Notes concernant les inscriptions de Bordeaux extraites des papiers de M. de Lamontagne)
- 1885 — Древности Бордо (Les antiquités de Bordeaux) (Revue archéologique)
- 1887—1890 — Римские надписи в Бордо (Inscriptions romaines de Bordeaux)
- 1893 — Авсоний и Бордо. Исследование о последнем периоде римской Галлии (Ausone et Bordeaux. Études sur les derniers temps de la Gaule romaine)
- 1895 — История Бордо от начала до 1895 (Histoire de Bordeaux depuis les origines jusqu’en 1895)
- 1897 — Ориентализм в Бордо (L'orientalisme à Bordeaux)

### Работы по истории Галлии
- 1883 — De protectoribus et domesticis augustorum (докторская диссертация)
- 1890 — История политических институций древней Франции (Histoire des institutions politiques de l’ancienne France) Фюстеля де Куланжа (редактура)
- 1892 — Галлия, сводная таблица по Галлии периода римского господства (Gallia, tableau sommaire de la Gaule sous la domination romaine)
- 1886 — Римский Фрежюс (Fréjus romain)
- 1886 — Эпиграфические заметки (Notes d’épigraphie)
- Политические трансформации в Италии при римских императорах, 43 до н. э. — 330 н. э. (Les transformations politiques de l’Italie sous les empereurs romains, 43 av. J.-C.-330 après J.-C.)
- 1897 — Извлечения из историков XIX века, опубликованные, аннотированные и предваряемые введением в историю Франции (Extraits des historiens du XIXe siècle, publiés, annotés et précédés d’une introduction sur l’histoire de France)
- 1899 — Inscriptiones Galliae narbonensis Latinae (CIL XII) (Латинские надписи Нарбоннской Галлии) (один из авторов)
- 1901 — Верцингеторикс (Vercingétorix) P.: Hachette, 1901 Большая премия Гобера (1902)
- 1901 — Римская политика в Провансе (218—59 до н. э.) (La politique romaine en Provence (218—59 avant notre ère)
- 1903 — Исследования по галльской религии (Recherches sur la religion gauloise)
- 1903 — Иберийские вторжения в Галлию и начала Бордо (Les invasions ibériques en Gaule et l'origine de Bordeaux)
- 1907 — Речь в защиту доисторического периода (Plaidoyer pour la préhistoire)
- 1908—1928 — История Галлии (Histoire de la Gaule, 8 Vol.) Большая премия Гобера (1908)
- 1913 — Древние боги Запада (Les anciens dieux de l’Occident)
- 1924 — Римские пари. Арены. Термы (Les Paris des Romains. Les Arènes. Les Thermes)
- 1930—1931 — На пороге нашей истории. Лекции, читанные в Коллеж де Франс, 1905—1930 (Au seuil de notre histoire. Leçons faites au Collège de France, 1905—1930, 3 vol.)

### Военно-патриотическая публицистика
- 1915 — Рейн галльский: Рейн французский (Le Rhin gaulois: le Rhin français)
- 1918 — Нет миру с Гогенцоллернами. Другу с фронта (Pas de paix avec Hohenzollern. À un ami du front)
- 1919 — Война за родину (La guerre pour la patrie)
- 1920 — Любим Францию, беседы: 1914—1919 (Aimons la France, conférences: 1914-1919)
- 1922 — От Галлии к Франции. Наши исторические истоки (De la Gaule à la France. Nos origines historiques)